# Apertura escocesa
|       |       |       |       |       |       |       |       |       |  |
|       | a8 rd | b8    | c8 bd | d8 qd | e8 kd | f8 bd | g8 nd | h8 rd |  |
| a7 pd | b7 pd | c7 pd | d7 pd | e7    | f7 pd | g7 pd | h7 pd |       |  |
| a6    | b6    | c6 nd | d6    | e6    | f6    | g6    | h6    |       |  |
| a5    | b5    | c5    | d5    | e5 pd | f5    | g5    | h5    |       |  |
| a4    | b4    | c4    | d4 pl | e4 pl | f4    | g4    | h4    |       |  |
| a3    | b3    | c3    | d3    | e3    | f3 nl | g3    | h3    |       |  |
| a2 pl | b2 pl | c2 pl | d2    | e2    | f2 pl | g2 pl | h2 pl |       |  |
| a1 rl | b1 nl | c1 bl | d1 ql | e1 kl | f1 bl | g1    | h1 rl |       |  |
|       |       |       |       |       |       |       |       |       |  |

La Apertura escocesa es una apertura del juego de ajedrez. Se caracteriza por los movimientos (en notación algebraica):
1.e4 e5 2.Cf3 Cc6 3 d4
Es una apertura que se engloba dentro de las aperturas abiertas. Las blancas con el movimiento de peón a d4 pretenden romper rápidamente el centro para conseguir ventaja y eliminar el único peón central del bando negro.
La Apertura escocesa (ECO C44 y C45) es uno de los más sólidos planteamiento de la Apertura del centro. En lugar de plantearla rápidamente, la difiere una jugada. De este modo, el blanco se desarrolla rápidamente y, a pesar de la debilidad de su centro, trata de lanzar un ataque en el flanco de rey.
Seguramente el ajedrecista más popular que utilizó dicha apertura es Garry Kaspárov. Probablemente una de las partidas más famosas fue la que protagonizaron él y Anatoly Kárpov durante la final del campeonato del mundo de ajedrez.
Línea principal
1.e4 e5

2.Cf3 Cc6

3.d4

La línea clásica es
1.e4 e5 2.Cf3 Cc6 3.d4 exd4 4.Cxd4
Donde se sigue
1.e4 e5 2.Cf3 Cc6 3.d4 exd4 4.Cxd4 Cxd4 5.Dxd4 d6 6.Ad3
Y también
1.e4 e5 2.Cf3 Cc6 3.d4 exd4 4.Cxd4 Dh4 5.Cb5 Ataque Horwitz
A: 1. e4 e5 2.Cf3 Cc6 3.d4 exd4 4.Cxd4 Dh4 5.Cb5 Ab4+ 6.Cd2 Dxe4+ 7.Ae2
B: 1.e4 e5 2.Cf3 Cc6 3.d4 exd4 4.Cxd4 Dh4 5.Cb5 Ab4+ 6.Ad2 Dxe4+ 7.Ae2
C: 1.e4 e5 2.Cf3 Cc6 3.d4 exd4 4.Cxd4 Dh4 5.Cf3
D: 1.e4 e5 2.Cf3 Cc6 3.d4 exd4 4.Cxd4 Dh4 5.Cc3 Variante Steinitz
Otra línea es 
1.e4 e5 2.Cf3 Cc6 3.d4 exd4 4.Cxd4 Cf6
A: 1.e4 e5 2.Cf3 Cc6 3.d4 exd4 4.Cxd4 Cf6 5.Cxc6 bxc6 6.e5 De7 7.De2 Cd5 8.c4 Aa6 Variante Mieses
B: 1.e4 e5 2.Cf3 Cc6 3.d4 exd4 4.Cxd4 Cf6 5.Cxc6 bxc6 6.Cd2  Variante Tartákover
Otra línea es
A: 1.e4 e5 2.Cf3 Cc6 3.d4 exd4 4.Cxd4 Ac5
B: 1.e4 e5 2.Cf3 Cc6 3.d4 exd4 4.Cxd4 Ac5 5.Ae3 Df6 6.c3 Cge7 7.Dd2 d5 8.Cb5 Axe3 9.Dxe3 0-0 10.Cxc7 Tb8 11.Cxd5 Cxd5 12.exd5 Cb4 Ataque Blackburne
C: 1.e4 e5 2.Cf3 Cc6 3.d4 exd4 4.Cxd4 Ac5 5.Ae3 Df6 6.c3 Cge7 7.Dd2
No obstante, normalmente se sigue
A: 1.e4 e5 2.Cf3 Cc6 3.d4 exd4 4.Cxd4 Ac5 5.Ae3 Df6 6.c3 Cge7 7.Ab5 Ataque Paulsen
B: 1.e4 e5 2.Cf3 Cc6 3.d4 exd4 4.Cxd4 Ac5 5.Ae3 Df6 6.c3 Cge7 7.Ab5 Cd8 Defensa Paulsen-Gúnsberg
C: 1.e4 e5 2.Cf3 Cc6 3.d4 exd4 4.Cxd4 Ac5 5.Ae3 Df6 6.c3 Cge7 7.Cc2
D: 1.e4 e5 2.Cf3 Cc6 3.d4 exd4 4.Cxd4 Ac5 5.Ae3 Df6 6.Cb5 Ataque Blumenfeld
También es muy popular
1.e4 e5 2.Cf3 Cc6 3.d4 exd4 4.Cxd4 Ac5 5.Ae3 Ab6 6.c3
También es posible
1.e4 e5 2.Cf3 Cc6 3.d4 exd4 4.Ab5
De la apertura escocesa se derivan dos gambitos
Gambito Goering:1.e4 e5 2.Cf3 Cc6 3.d4 exd4 4.c3 dxc3 5.Nxc3 Bb4
Gambito escocés:1.e4 e5 2.Cf3 Cc6 3.d4 exd4 4.Ac4